# فلامنكو: الحماسة والجاذبية
فلامنكو: الحماسة والجاذبية هي أول مجموعة فلامنكو من نارادا للإنتاج تضم بعضًا من أبرز فناني الفلامنكو الذين يستعرضون كلًا من العزف الموسيقي والغناء الصوتي. تضمنت الملاحظات الخطية المُرفقة مع كتيب الالبوم على وصف شاعري للفلامنكو بواسطة بروك زين وسير ذاتية موجزة لكل مؤدِ كما تظهر بشكل متسلسل.

## قائمة الاغاني
1. مُت وانا احلم - ميغيل دي لا باستيد - 4:53
2. زقاق المحاجر - توماتيتو - 4:54
3. مأوى - إنريكي مورينتي - 4:42
4. راقص البوليريا - مورايتو - 4:29
5. مياه نقية - رافائيل ريكيني - 2:48
6. إلى ابني خوناتان - إِل بييخين - 5:43
7. رحال - ميغيل دي لا باستيد - 5:27
8. مصارعة الثيران - رافائيل ريكيني - 3:18
9. صوت الامل - دييجو كاراسكو - 2:48
10. ممر قديم - توماتيتو - 4:16
11. تانغو شاطئ البحر - إنريكي مورينتي - 3:19
12. في العتمة - جيسي كوك - 4:17

## موسيقيون
- ميغيل دي لا باستيد - أداء موسيقي (جيتار)
- توماتيتو - أداء موسيقي (جيتار)
- إنريكي مورينتي - غناء
- مورايتو - أداء موسيقي (جيتار)
- رافائيل ريكويني - أداء موسيقي (جيتار)
- إل بييخين - أداء موسيقي (جيتار)
- دييغو كاراسكو - غناء
- جيسي كوك - أداء موسيقي (جيتار)

## روابط خارجية
- الفلامنكو: الحماسة والجاذبية من Narada.com
- إل بييخين
- دييغو كاراسكو (الإسبانية)